# Ascochyta bambusina
Ascochyta bambusina är en svampart som beskrevs av V.G. Rao 1963. Ascochyta bambusina ingår i släktet Ascochyta, ordningen Pleosporales, klassen Dothideomycetes, divisionen sporsäcksvampar och riket svampar.   Inga underarter finns listade i Catalogue of Life.